# Kornelis Sneyders de Vogel
Kornelis Sneyders de Vogel (Schiedam, 27 de diciembre de 1876 - Groninga, 26 de agosto de 1958) fue un romanista e hispanista holandés.
Estudió en Leiden y se doctoró con una tesis titulada Quaestion hols comi estsd es ad coniunctivi usum in posteriore latinitate pertinentes (Schiedam, 1903). De 1901 a 1904 estuvo en la Sorbona ampliando estudios y luego en Toulouse, donde recibió el influjo del provenzalista Jeanroy. 
En 1920 sucedió a Jean Jacques Salverda de Grave en la cátedra de filología románica de la Universidad de Groningen. Muchos de sus trabajos fueron publicados en la revista especializada Neophilologus. Su obra más importante es una Syntaxe historique du français (1919, segunda edición 1926).
- Datos: Q1784524